# Torre di Mosto
Torre di Mosto ist eine Gemeinde mit 4794 Einwohnern (Stand 31. Dezember 2023) in der Metropolitanstadt Venedig der Region Venetien in Italien.
Sie bedeckt eine Fläche von 38 km².